# Båndsav
Båndsav blev opfundet i begyndelsen af 19. århundrede af englænderen William Newberry, han patenterede den i 1809. Båndsav består af et alm., langt savblad, hvis ender er sammenloddede med slaglod, og som lægges over to skiver, af hvilke den nederste sidder på en akse, der trækkes fra værkstedets akselledning eller af en elektromotor; den øverste tages med af båndsavbladet.
Skiverne er på banerne belagte med gummi- eller læder, den øverste bør være så let som muligt for at forebygge brud på bladet; dette kan spændes ved, at den øverste skive er bevægelig op og ned ved hjælp af skrue og styres ved bakker af træ, de såkaldte "pakninger". Arbejdsstykket lægges på et bord, gennem hvilket den nedløbende part af bladet går. Bordet kan være forsynet med apparater til parallelskæring og rundskæring; endelig kan det have fremtræksapparat, som trækker arbejdsstykket frem, f.eks. ved gennemskæring af brædder.
Da snitbredden er forholdsvis ringe, medfører saven kun ringe trætab. Bladets bredde er 3–25 mm, dog haves store save til skæring af blokke med blade på 100 mm. Hastigheden er fra 1500–3000 m i minuttet. Skiverne er fra 0,6-1,5 m i diameter, undtagelsesvis større. På båndsav kan udrettes alt skærearbejde af træ, både på langs og på tværs, både efter rette og krumme linjer, kun ikke efter lukkede kurver. den er udviklet til en høj grad af fuldkommenhed, således i Danmark af J.B. Bruun & Søn, Nykjøbing F. Ulempen, at et blad springer, hvad der kan medføre fare for arbejdernes liv og lemmer, når ikke skiverne er beskyttede med skærme, bliver sjældnere, når gode blade bruges, og de files og udlægges systematisk.
I der findes båndsave til at arbejde i jern og stål. Dens gang er da betydelig langsommere; bladet, som skærer sig fri ved at have slip bagud, smøres med vand for at afkøles.
- Wikimedia Commons har flere filer relateret til Båndsav

## Reference
1. ↑    - Mark Duginske (1989). The Bandsaw Handbook, Sterling Publishing, ISBN 0-8069-6398-0 side 10

.